# Ровенский стадион технических видов спорта
Ровенский стадион технических видов спорта (мототрек) — стадион для проведения соревнований по спидвею в г. Ровно, Украина. Первый в СССР стадион для мотогонок на гаревой дорожке. На момент открытия после реконструкции (1983 год) лучший трек в СССР и один из лучших треков Европы.
Используется и для проведения соревнований по другим техническим видам спорта.
Помимо спортивных соревнований на Ровенском мототреке проводятся различные концерты, выступления и другие культурные мероприятия.

## История

### Строительство
Строительство мототрека в г. Ровно началось в 1958 году. Обычные стадионы с твердым покрытием беговой дорожки не имеют ограждения по внешнему радиусу, поэтому в Европе в послевоенные годы для соревнований по спидвею начали строить специальные треки с ограждением. Подобный стадион, первый в СССР запланировали построить и в г. Ровно. Большая заслуга в начале строительства мототрека принадлежит главе ДОСААФа на тот момент, энтузиасту спидвея, Юрию Корхову. На окраине города под строительство стадиона выделили 20 гектаров земли. Сооружение трека велось методом народного строительства. Поскольку опыта сооружения подобных стадионов на тот момент в СССР не было, его строителям пришлось столкнуться с множеством проблем, в частности с проблемой обустройства гаревой дорожки. Её насыпали то из песчаника, то из паровозного шлака, утрамбованного поверх фундамента из гравия и битого кирпича. Но качества дорожки добились позже путём подбора соотношения гранитной и базальтовой крошки с последующим трамбованием катками и большегрузными автомобилями. Мототрек соорудили рекордными сроками — уже 24 мая 1959 года состоялось первенство Украины по мотогонкам на гаревой дорожке среди команд западной зоны. Этот день стал официальной датой открытия ровенского мототрека.

### Реконструкция
В сентябре 1974 года началась реконструкция ровенского мототрека. Старый деревянный мототрек был демонтирован, также демонтировали гаревую дорожку и поле для мотобола. Разобрали зрительские трибуны склады, навесы для хранения техники, бытовые помещения, ограждения, туалеты. Также срезали деревья, растущие рядом с мототреком и живую изгородь.
В 1975 году началось строительство новой гаревой дорожки. Для её строительства использовали базальтовую крошку, которую привозили с костопольского базальтового завода. Строительство дорожки закончили в 1976 году. В связи с приближением Московской олимпиады возникли проблемы со строительством трибун и здания ДОСААФа. Ровенский мототрек не вписывался в олимпийские объекты. Через год после проведения олимпиады вышло совместное постановление ЦК КПСС и Совета Министров СССР от 12 августа 1981 года № 780 «О дальнейшем ограничении строительства в 1981—1985 гг. административных и спортивных сооружений». Украина отреагировала одноименным собственным совместным актом через месяц, когда было принято постановление ЦК КПУ и СМ УССР от 15 сентября 1981 года № 473. Эти постановления поставили под угрозу окончание строительства мототрека.
С просьбами об окончании строительства в Киев и Москву неоднократно обращались городские и областные партийные функционеры, ветераны спидвея. В 1982 году Ровенский обком Компартии Украины направил письмо Председателю ЦК ДОСААФ СССР Адмиралу Флота Г. М. Егорову, который возглавлял ЦК ДОСААФ СССР.
Строительство было окончено летом 1983 года. Трибуны стадиона были приняты в эксплуатацию 6 сентября 1983 года, а сам стадион — 5 января 1984 года.
По вместимости, оснащённости звуковой и осветительной аппаратурой, покрытию гаревой дорожки мототрек стал лучшим в СССР и попал в пятёрку лучших стадионов Европы.
Первое соревнование на новом треке состоялось 17 сентября 1983 года — прошла личная встреча с участием гонщиков 7 клубов высшей лиги и ровенского «Сигнала».
На следующий день 18 сентября состоялась церемония торжественного открытия, приуроченная к 700-летию города Ровно. Открыли церемонию спортсмены на мотоциклах, картах, автомобилях «багги» и легковых гоночных автомобилях «Волга» и «Жигули». Потом прошли участники международной гонки — спортсмены Польши, Венгрии, Чехословакии и СССР, а также ветераны мотоспорта, курсанты-призывники автошколы и радиотехнической школы. Председатель Ровенского горисполкома Виктор Чайка и председатель ЦК ДОСААФ Украинской ССР Александр Коротченко приняли рапорт от председателя Ровенского областного комитета ДОСААФ Николая Коваленко о готовности спортсменов к празднику. Строители вручили символический ключ от нового мототрека.
Мотоциклисты и автомобилисты демонстрировали своё мастерство. Самолёты и планеры демонстрировали фигуры высшего пилотажа. Затем выступали участники соревнований по военно-прикладному многоборью и дрессировщики собак. Завершили показательные выступления юные мотоциклисты.
Далее состоялась международная гонка, в которой участвовали спортсмены из СССР, Чехословакии, Венгрии и Польши. Победил в соревнованиях Виктор Кузнецов.

«Торжественно отметили трудящиеся Ровно, крупного промышленного центра Украины, 700-летие своего города. К этому дню была приурочена и сдача в эксплуатацию нового мототрека обкома ДОСААФ. Трибуны его вмещают 6 тысяч зрителей, хорошее освещение позволяет проводить гонки в вечернее время. Удачно вписалось в архитектурный ансамбль просторное здание областного СТК, где есть секции картинга, мотокросса, автомоделизма. На территории трека построены удобные боксы для спортсменов и их машин, автостоянка, кордодром. Вот такой подарок получили жители Ровно, давние поклонники спидвея. В честь открытия спортивной арены состоялись международные гонки по гаревой дорожке с участием мотоциклистов ВНР, ГДР, ПНР. Победил мастер спорта международного класса Виктор Кузнецов».
— из журнала «За рулём»
27 октября 2009 года на стадионе были установлены надувные борта — стадион стал соответствовать всем международным нормам безопасности и получил возможность проводить международные соревнования.

## Характеристики
Дорожки трека покрыты гранитной крошкой. Общая длина дорожки составляет 360 метра, ширина прямых — 12 метров, поворотов — 18 метров.
Стадион имеет два входа для зрителей, заезд в закрытый парк, и ещё один заезд, который используется каретами скорой помощи, пожарными машинами и техникой для обслуживания дорожки.
Номинальная вместимость стадиона — 15 000 зрителей.
На территории стадиона находится комментаторская кабина, кабина для VIP-гостей, закрытый парк для техники, боксы для обслуживания и хранения техники и машин для обслуживания дорожки.

## Рекорды
По данным из непроверенного источника.
| Дата соревнования     | Тип соревнования                                           | Спортсмен        | Страна       | Время рекорда |
| --------------------- | ---------------------------------------------------------- | ---------------- | ------------ | ------------- |
| 18 сентября 1983 года | Гонка-открытие ровенского мототрека                        | Виктор Кузнецов  | СССР         | 73,2 сек      |
| 18 сентября 1983 года | Гонка-открытие ровенского мототрека                        | Виктор кузнецов  | СССР         | 73,0 сек      |
| 22 октября 1983 года  | Финал командного чемпионата СССР                           | Айрат Файзуллин  | СССР         | 72,9 сек      |
| 22 октября 1983 года  | Финал командного чемпионата СССР                           | Михаил Старостин | СССР         | 72,8 сек      |
| 23 октября 1983 года  | Финал командного чемпионата СССР                           | Владимир Смирнов | СССР         | 72,5 сек      |
| 23 октября 1983 года  | Финал командного чемпионата СССР                           | Михаил Старостин | СССР         | 72,4 сек      |
| 22 июля 1984 года     | Квалификация, чемпионат мира в личном зачете               | Иржи Штанцль     | Чехословакия | 71,8 сек      |
| 22 июля 1984 года     | Квалификация, чемпионат мира в личном зачете               | Зенон Плех       | Польша       | 70,4 сек      |
| 13 июня 1987 года     |                                                            | Зайтун Гафуров   | СССР         | 69,0 сек      |
| 11 августа 1991 года  | Полуфинал чемпионата мира в личном зачете                  | Роман Матоушек   | Чехословакия | 68,4 сек      |
| 11 августа 1991 года  | Полуфинал чемпионата мира в личном зачете                  | Микаэль Бликст   | Швеция       | 68,2 сек      |
| 11 августа 1991 года  | Полуфинал чемпионата мира в личном зачете                  | Джимми Нильсен   | Швеция       | 67,4 сек.     |
| 11 августа 1991 года  | Полуфинал чемпионата мира в личном зачете                  | Билли Хэмилл     | США          | 66,6 сек.     |
| 6 мая 2009 года       | Украинская лига спидвея «Каскад» г. Ровно — «СКА» г. Львов | Семён Власов     | Россия       | 66,42 сек     |
| 12 мая 2009 года      | Финал чемпионата Украины в личном зачете                   | Владимир Дубинин | Украина      | 66, 31 сек    |
| 22 сентября 2012 года | Финал чемпионата Европы среди пар                          | Андрей Карпов    | Украина      | 65,88 сек     |

## Памятные и важные соревнования
24 мая 1959 года — первенство Украины среди команд западной зоны с мотогонок на гаревой дорожке. Первая официальная гонка на ровенском мототреке.
17 сентября 1983 года — первая гонка по спидвею на реконструированном стадионе с участием гонщиков 7 клубов высшей лиги и ровенского «Сигнала».
18 сентября 1983 года — первая международная гонка на реконструированном стадионе, приуроченная к 700-летию г. Ровно и открытию стадиона.
1960, 1985, 1988 года — финал личного чемпионата СССР по спидвею.
1985, 1997, 2002, 2003, 2004, 2005, 2007, 2009 — финал личного чемпионата Украины по спидвею.
1986 — финал личного чемпионата Европы по спидвею среди юниоров
1988 год — финал личного чемпионата СССР по спидвею среди юниоров.
1992 — финал кубка чемпионов по спидвею.
2011 — финал личного чемпионата Европы по спидвею
2012 — финал чемпионата Европы среди пар по спидвею.

## Происшествия
27 августа 1984 года во время гонки высшей лиги (западная зона) командного чемпионата СССР по спидвею между командами «Сигнал» (Ровно) и «Башкирия» (Уфа), после падения в 5-м заезде гонки погиб Александр Евгеньевич Коршаков — гонщик команды «Сигнал» (Ровно). В его память на фасаде здания ОСОУ (ДОСААФа), возле входа на стадион, 15 сентября 2010 года установлена мемориальная доска.

## Адрес
Украина, 33000, г. Ровно, ул. Курчатова, 3.